# 商線型空間
線型代数学において商線型空間（しょうせんけいくうかん、英: quotient vector space）あるいは単に商空間 (quotient space) とは、ベクトル空間 V とその部分線型空間 N に対して、N に属する全てのベクトルを 0 に「潰して」得られるベクトル空間である。これを部分空間 N による V の商空間あるいは N を法とする V の商空間といい、V/N で表す。

## 定義
(Halmos 1974, §21-22) に従って厳密な定義を述べる。V を体 K 上のベクトル空間とし、N を V の部分線型空間とする。V 上の同値関係 ∼ を
x ∼ y となるのは x − y ∈ N であるとき
と定める。つまり、x が y と関係を持つのは x に N の適当な元を加えて y にすることができるときである。この定義から、N の任意の元は零ベクトルと同値となり省くことができる。言い換えれば、N に属するすべてのベクトルが零ベクトルの属する同値類に写されるということである。
x の属する同値類 [x] は
[x] = {x + n | n ∈ N}
で与えられ、それゆえにしばしば
x + N
とも書かれる。
商空間 V/N はこの同値関係 ∼ による V 上の同値類全体のなす集合 V/∼ として定義される。同値類同士のスカラー乗法と加法はそれぞれ
- α[x] := [αx] (α ∈ K)
- [x] + [y] := [x + y]

で与えられる。これらの演算が矛盾無く定まる（すなわち代表元のとり方に依らない）ことを確かめるのは難しくない。これらの演算により商空間 V/N は N を零ベクトルとする K 上のベクトル空間となる。
V の各元 v をそれが属する同値類 [v] へ写す写像は商写像あるいは標準射影と呼ばれる。

## 例
X = R2 を標準座標平面とし、Y を原点を通る X 上の直線とする。このとき、商空間 X/Y は Y に平行な X 上の直線全体のなす空間と同一視することができる。つまり、集合 X/Y の元は X 上の Y に平行な直線である。これは商空間を幾何学的に視覚化するひとつの方法を与える。
別な例は、Rn の最初の m 個の標準基底ベクトルで張る部分空間による商である。空間 Rn は実数の n-組 (x1, …, xn) 全体のなす集合であり、考えたい部分空間は最初の m 個以外の座標成分が全て 0 であるような n-組 (x1, …, xm, 0, 0, …, 0) の全体で、これは Rm と同一視される。Rn の二つのベクトルがこの部分空間による同じ同値類に入るのは、後ろの n − m 個の座標成分が一致するときであり、かつそのときに限る。商空間 Rn/ Rm は明らかに Rn−m に線型同型である。
もっと一般に、V が部分空間 U と W の（内部）直和
{\displaystyle V=U\oplus W}
であるならば、商空間 V/U は W に自然同型である (Halmos 1974, Theorem 22.1)。

## 性質
各ベクトル x をその同値類 [x] に対応させることにより、ベクトル空間 V からその商空間 V/U への自然な全射準同型が存在する。また、この全射準同型の核（あるいは零空間）は部分空間 U に一致する。これらの関係性は短完全列
{\displaystyle 0\to U\to V\to V/U\to 0}
として簡潔にまとめることができる。U が V の部分空間であるとき、V/U の次元 は U のV における余次元 (codimension) と呼ばれる。V の基底は U の基底 A と V/U の基底 B から（A に B の各元の代表元を付け加えることによって）構成することができるから、V の次元は U の次元と V/U の次元の和に等しい。これにより、V が有限次元ならば、V における U の余次元は V の次元から U の次元を引いたもの
{\displaystyle \mathrm {codim} (U)=\dim(V/U)=\dim(V)-\dim(U)}
として得られることが従う (Halmos 1974, Theorem 22.2)。T: V → W を線型作用素とし、T の核 ker(T) は Tx = 0 となる x ∈ V 全体の成す集合とする。核 ker(T) は V の部分空間であり、第一同型定理は商空間 V/ker(T) が W における V の像 im(T) に同型であることをいうものである。ここから直ちに得られる系として、有限次元ベクトル空間に対する次元定理の一つである階数・退化次数定理がある。これは V の次元が T の退化次数（nullity; 核 ker(T) の次元）と T の階数（rank; 像 im(T) の次元）の和に等しいことを言うものである。
線型作用素 T: V → W の余核は商空間 W/im(T) として定義される。

## バナッハ空間の商空間
X がバナッハ空間で M が X の閉部分空間ならば商空間 X/M は再びバナッハ空間をなす。商空間がベクトル空間の構造を持つことは既に見た。X/M のノルムは
{\displaystyle \|[x]\|_{X/M}=\inf _{m\in M}\|x-m\|_{X}}
で与えられる。商空間 X/M はこのノルムに関して完備であるからこれはバナッハ空間を与える。

### 例
C[0,1] で区間 [0, 1] 上の実数値連続函数全体のなす集合にsupノルムを考えて得られるバナッハ空間を表す。このバナッハ空間の部分空間 M を f(0) = 0 を満たす f ∈ C[0,1] 全体の成す部分空間とする。このとき、各函数 g の属する同値類は 0 における値 g(0) によって決定され、商空間 C[0,1] / M は R に同型となる。
X がヒルベルト空間ならば商空間 X/M は M の直交補空間に同型である。

### 局所凸空間への一般化
局所凸空間の閉部分空間による商は再び局所凸となる (Dieudonné 1970, 12.14.8)。実際に、X が局所凸ならば X の位相はある半ノルム族 {pα | α∈A} で生成される（A は添字集合）。M を閉部分空間とし、X/M 上の半ノルム族 {qα} を
{\displaystyle q_{\alpha }([x])=\inf _{x\in [x]}p_{\alpha }(x)}
で定義すれば、X/M は局所凸空間であり、その位相は X の商位相に一致する。
さらに X が距離化可能ならば X/M もそうであり、X がフレシェ空間ならば X/M もそうである (Dieudonné 1970, 12.11.3)。